# Chapelle de la carrière de Rouge-Maison
La chapelle de la carrière de Rouge-Maison est une chapelle souterraine, décorée de sculptures réalisées par des soldats en 1917 et située à Vailly-sur-Aisne, en France.

## Localisation
La chapelle est située sur la commune de Vailly-sur-Aisne, dans le département de l'Aisne.

## Historique
Le monument est classé au titre des monuments historiques en 1998.